# FBXL7
FBXL7‏ (F-box and leucine rich repeat protein 7) هوَ بروتين يُشَفر بواسطة جين FBXL7 في الإنسان.